# Salo ili 120 dana Sodome
Salo ili 120 dana Sodome (tal. Salò o le 120 giornate di Sodoma) je talijanska antiratna drama iz 1976. koju je režirao Pier Paolo Pasolini. To je jedan od najkontroverznijih filmova 20. stoljeća. Usprkos svojoj žestini, 26. rujna 2004. je film emitiran na slovenskom kanalu SLO 1 u ponoć.

## Filmska ekipa
Režija: Pier Paolo Pasolini
Glume: Paolo Bonacelli (Vojvoda), Giorgio Cataldi (Biskup), Aldo Valletti (Predsjednik), Umberto Paolo Quintavalle (Sudac), Sergio Fascetti (Žrtva), Franco Merli (Žrtva), Caterina Boratto (Prostitutka Castelli), Hélène Surgère (Prostitutka Vaccari), Graziella Aniceto (Žrtva), Dorit Henke (Žrtva) i drugi.

## Radnja
Fašistička republika Salò na sjeveru Italije, 1944. Okolica grada je razorena od rata. Četiri visoko rangirana i bogata člana fašista; sudac, predsjednik, biskup i vojvoda, se udaju za kćerke jedno drugoga. Zatim narede vojnicima da otmu puno mladića i djevojaka iz grada. Od te gomile, četvero zapovjednika izaberu 9 mladića i 9 djevojaka koje odvedu u konvoju u svoj dvorac u okolici grada. Jedan mladić pokuša pobjeći iz konvoja i biva upucan. Tamo zapovjednici objasne mladićima i djevojkama da će od tada živjeti samo za njihov užitak i da se svaki prijestup kažnjava smrću. Ubrzo, uz pomoć stražara, podrede mladež svojim perverznim željama, u koje su uključena i silovanja, homoseksualni odnosi, sadizam, mazohizam, koprofagija te bizarne priče četvero starih prostitutki, prijateljica fašista. U strahu i u nadi da će ih jednog dana pustiti, mladi se podvrgavaju volji četvero fašista. Dokazujući svoju dominantnost i apsolutnu moć, četvero se zapovjednika osjeća gospodarima života. Na kraju odaberu one mladiće i djevojke koji nisu bili apsolutno poslušni te ih odvedu u obližnje dvorište. Tamo ih fašisti nasumice promatraju dalekozorima s udaljene sobe negdje na katu dvorca, dok ih stražari muče i ubijaju. Jedna pijanistica, koja je svirala i radila za njih, ugleda taj prizor te zgrožena takvim zlim ponašanjem skoči s prozora i počini samoubojstvo. Dok mladi bivaju ubijeni na radiju svira “Carmina Burana”. Nakon toga dvoje mladih stražara promijene stanicu i puste veselu pjesmu te zaplešu. Jedan stražar upita drugog kako mu se zove djevojka a ovaj odgovori; “Margharita”.

## Zanimljivosti
- Ovo je posljednji film koji je režirao Pier Paolo Pasolini jer je nedugo nakon premijere ubijen pod neobičnim okolnostima.
- Pasolini je izjavio da je film alegorija na moderni kapitalizam, u kojem su materijalne vrijednosti i želja za konzumerskim užitkom i profitom potpuno uništila duhovni život i humanost.
- Navodno je Pasolini film snimao bez napisanog scenarija.
- Film je do danas zabranjen u mnogim zemljama.
- U kojem god kinu da je film igrao u Italiji, dvorana bi uvijek bila puna. No još i prije nego što je završio, i do polovice publike bi napustilo projekciju.

## Teme i analiza
"Salo ili 120 dana Sodome" je jedan od najkontroverznijih filmova 20. stoljeća. Pasolini u tom filmu predstavlja hladan svijet bez nade i ljubavi, apokalipsu u kojoj zli pobijeđuju, ali i implicitno nagoviješta da takav režim ne može opstati (zato je radnja filma smiještena na području Sala 1944. – 1945., kada su fašisti počeli nepovratno gubiti rat od saveznika, pa se tijekom filma mogu čuti zvukovi savezničkih aviona iznad dvorca). Pri tom je namjerno odbacio suptilan pristup i odabrao eksplicitni, prikazavši fašizam kao perverziju koja istodobno odbija, ali i privlači. Film je snimljen sa statičnom kamerom, a završne grozote bez zvuka, samo popraćene smirujućom glazbom glasovira, što još više produbljuje jezu. Odjek kritike bio je podijeljen  zbog drastičnog načina filmskih postupaka koji su eksplicitno pokazali silovanja, mučenja ( scena u kojoj jedna žrtva mora jesti fekalije vojvode ) i ubijanja mladih žrtava od fašističkih zlikovaca. Gary Indiana je analizirao kako je film „alegorija kasne kapitalističke tržišne ekonomije, gdje je neograničen izbor gratifikacije sakrio odsutnost svakog izbora ili otpora, gdje ništa ne može zaustaviti operacije sistema koji pretvara umjetnost u produkte a ljude u stvari“ .
Pasolini je oblikovao strukturu filma po paklu u “Božanstvenoj komediji” Dantea Alighierija. Tako je film podijeljen na četiri poglavlja; “Anteinferno”, “Krug manija”, „Krug sranja“ i „Krug krvi“. Svako poglavlje počinje sa scenom u kojoj se fašisti gledaju u zrcalu, kako bi se naglasilo da se pokazuje njihova prava, neuljepšana priroda. Glavna poruka filma je da su ljudi spremni učiniti sve i ići preko leševa radi svojih interesa, potpuno ignorirajući druge ljude oko sebe, te da bi stoga trebalo paziti kome povjeriti vlast i moć. Jedan od fašista, vojvoda, jednom prilikom izjavi; “Buržoazija nikada nije oklijevala ubiti svoju vlastitu djecu”. Četvero antagonista su jednostavno zli po prirodi; oni su dekadentni, bogati živi mrtvaci koji ne osjećaju više ništa u životu te se dosađuju a jedini im je užitak iskazati svoju neograničenu, apsolutnu moć bez posljedica. Njihovo neograničeno bogatstvo i neograničena moć rezultirala je neograničenom razmaženosti. Film se dotiče i problema konformizma i pasivnosti zbog koje mase sljede vođe koji ih vode u propast te prihvaćaju sve nametnute norme. Radi se o vrlo neugodnom filmu punom referenci i simbola o univerzalnoj represiji građana od vladajuče klase, u kojem se osobito ističe tmurna završnica u kojoj svira Carl Orffova pjesma "Carmina Burana".
Sam Pasolini je, prije svoje smrti, u svojim bilješkama o filmu napisao; “Film predstavlja ogromnu sadističku metaforu za ono što je bilo nacističko-fašističko “odvajanje” od svojih zločina protiv čovječnosti. Nacisti-fašisti su svoje žrtve smatrali objektima te su automatski uništili bilo kakvu mogućnost ljudskog odnosa s njima…Tko bi mogao sumnjati u moju iskrenost kada kažem da je poruka filma odbacivanje anarhije moći i nepostojanje povijesti”? *  Arhivirana inačica izvorne stranice od 10. rujna 2006. (Wayback Machine)

## Zabrane
Iako je Pasolini znao dignuti prašinu svojim filmovima, ipak je bio znan kao introvertirani, humani umjetnik i ljevičar, a njegovi filmovi su porterirali potproletarijat i njihov neušminkan život, tako da danas većinom ne djeluju šokantno nego uvjerljivo. Stoga je za mnoge njegove poznanike „Salo“ došao kao iznenađenje i šok, mračna i beskrajno depresivna vizija života puna neviđeno nasilnih scena, a mnogi nisu mogli vjerovati da ju je uopće snimio čovjek njegovog senzibiliteta. „Salo“ je bio zabranjen u mnogim državama zbog svojeg grafičkog portreta silovanja, mučenja i ubojstava mladeži. Neki su prigovarali da neki mladići i djevojke u filmu ne izgledaju kao da su punoljetni, nego maloljetni; ipak, svi glumci u filmu bili su stariji od 17 godina. Primjerice, Franco Merli je tada imao 17 godina i bio jedan od najmlađih glumaca u filmu. Osim spomenutog nasilja, mnogi su bili i škoirani tada neuobičajnim homoseksualnim scenama.
Film je bio zabranjen u Australiji 1976. Zabrana je skinuta tek 17 godina kasnije, 1993., da bi opet bila obnovljena 1998. U Britaniji je film 1976. zabranjen od BBFC-a za prikazivanje u kinima – privatna projekcija filma u „Old Compton Cinema Club“ u Londonu rezultirala je policijskom racijom i konfiskacijom filma. Konačno, 2000. je film pušten u integralnoj verziji u državi za video i kino tržište, ali se preporuča samo gledateljima starijim od 18 godina.
U Njemačkoj je 1976. film konfisciran od državnog odvjetnika kako bi ga zabranio u toj zemlji. Sud u Stuttgartu ga je okarakterizirao kao pornografsko djelo puno žestokog nasilja, ali je par dana kasnije film ipak pušten u distribuciju u cijeloj zapadnoj njemačkoj. Japanski DVD filma iz 2002. sadrži neke slike koje ne sadrži nijedna poznata verzija film; jedna od njih prikazuje djevojku svezanu za električnu stolicu (vjerojatno tijekom završnice) te leševe žrtava poredanih u dva reda u dvorištu, neki prekriveni bijelom plahtom. U SAD-u je film prikazan na filmskom festivalu u New Yorku 1977., ali je onda isto tako zabranjen. I u samoj Italiji je film imao problema s cenzorima. Danas je dostupan na DVD-u u Britaniji, Francuskoj, Finskoj, Nizozemskoj, Novom zelandu, Švedskoj i Italiji.

## Verzije
Postoji nekoliko verzija filma. Originalni film je trajao oko 145 minuta, ali je Pasolini osobno izbacio 25 minuta materijala kako bi postigao brži ritam. Najduža verzija na DVD-u trenutno pordaje BFI a sadrži scenu koja inače nedostaje u drugim verzijama; tijekom lažne svadbene ceremonije jedan od fašista citira pjesmu Gottfrieda Benna. James Ferman, britanski cenzor, je pripremio modificiranu verziju filma za prikazivanje u britanskim klubovima; u toj verziji je izrezano 6 minuta najbrutalnijih scena te je sastavljen četvero minutni prolog koji je opisao stanje u fašističkom gradu Salo te izložio neke teme od redatelja. Konačno, 2000. je film pušten u integralnoj verziji u državi za video i kino tržište, ali se preporuča samo gledateljima starijim od 18 godina.

## Kritike
Jedan dio kritike hvalio je film jer ništa nije sakrio ili uljepšao, nego je direktno prikazao grozotu rata, korupciju moćnih političara koji samo gledaju na svoju korist i ne obaziru se na mladu generaciju koju uništavaju, implicitno kritizirao tiraniju jer je pokazao kakvu uništenje donosi a sadističke scene prikazao hladno, mrtvo, iscrpljujuće i neuzbudljivo. Drugi dio kritike pak je pokudio film i utvrdio da je Pasolini izmakao kontroli, snimivši jeftini i šundni horor film bez emocija u kojem su glavni likovi trebali biti žrtve, a ne četiri zla fašista, te da nije jasno da li su fašisti uopće kritizirani ili ne.  U svojoj recenziji nezadovoljni kritičar Michael Thompson je napisao: "Film je bio grozan 1975., i još uvijek je grozan danas" kao i Christopher Null: "Bez obzira na to da li se slažete s mnom ili ne, imat ćete vrlo teško vrijeme probaviti ovaj film (ako ga uopće nađete). Pasolinijeva poruka nije samo neukusna, nego nije ni predstavljena dobro; film je sirov, zvuk izvan fouksa, ritam spor. Da budem iskren, ovo je grozno, grozno iskustvo - ali priznajem jedno; sigurno je jedinstveno". 
Među kritičarima koji su hvalili film bili su i Derek Smith koji je zaključio: "Ovo je težak film za gledati, ali jedan koji vas natjera da razmišljate" te Cole Smithey, koji je napisao: "Pasolini stvara nemoguću, informativnu, satiričnu alegoriju o fašizmu koji je evolvirao u konzumerizam". Mike Bracken ga je također hvalio: „Pasolinijev film je nihilistični, blijed pogled u srce čovjeka. I makar na površini izgleda da nema nikakve vrline koje ga iskupljuju, to je zapravo složen film koji istražuje ne samo tamnu stranu u nama, nego i našu pasivnost koja dopušta tiranima poput onih u ovoj priči i u knjizi da čine takve grozote. Ipak, usprkos ovim umjetničkim aspiracijama, mnogi su izabrali jednostavno odbaciti film kao ništa više nego jednu elaborirano snimljenu eksploataciju...Ovo je zastrašujuča vizija podređenosti, degradacije i uništenja ljudskog duha pošto četiri vladara neprestano napadaju svoje zatvorenike u svrhu svojeg užitka...Na kraju, „Salo“ je snažna, uznemirujuča alegorija koja gleda duboko u najtamnije kutove ljudske psihe i nikada ne trepne dok to otkriva. Da, to je eksploatacijski, ali i umjetnički film napravljen od filmaša koji je želio konfrontirati samozadovoljstvo kinematografije i ljudske vrste. Malo ljudi može gajiti dobre uspomene na ovaj Pasolinijev film, ali još manji broj bi priznao da nije osjetio nikakav učinak dok ga je gledao. Zbog tog razloga svatko tko je imalo ozbiljan o filmu bi trebao pogledati „Salo“. Ja mu dajem najveću preporuku“.
I Derek Smith je hvalio film: „Ovo nije lagan film za gledati; nemoguće je uživati u njemu, pun je tako puno degradirajučih, odurnih, uznemirujučih slika da se ne nitko ne može kriviti što okrene glavu od njega. Kada mi bivamo konfrontirani s takvim grozotama, postaje puno lakše nijekati njihovo postojanje te zaboraviti da ste ikada vidjeli ovaj film...No reducirati ovaj film u eksploatacijsku vježbu koja nas samo želi zgaditi bi bilo da potpuno propustimo poantu. U portretu korijena zlog sistema misli, Pasolini je izabrao ne uskratiti nam bolne detalje nego nas prisliti da postanemo nijemi promatrači horora te nas stalno tjerati da pogledamo unutar nas kako bismo pronašli nekakve odgovore o tome zašto reagiramo tako i shvatimo da ono što se događa na ekranu je ono što je bila stvarnost i što bi opet (u alegorijskom smislu) mogla postati stvarnost...Jedna od tvrdnji filma „Salo“ je da eventualno sam postane ono što prezire, naime fašistički. No, važno je naznačiti da osim što priča analizira rođenje, život i smrt fašističkog sistema, ne pokušava kontrolirati gledatelja propagandom ili bilo kakvim drugim mjerama. Zapravo, film nam stalno daje mjesta za slobodu misli, nikada nas ne prisiljavajući da prihvatimo što je na ekranu. Samo zahtjeva da se konfrontiramo s tim“.

## Vanjske poveznice
- Salo ili 120 dana Sodome u internetskoj bazi filmova IMDb-a
- Rottentomatoes.com
- Pasolinijeve vlastite bilješke o “Salu”  Arhivirana inačica izvorne stranice od 10. rujna 2006. (Wayback Machine)
- Esej Johna Powersa na criterionco.com
- Bill Mousoulis analizira film  Arhivirana inačica izvorne stranice od 25. prosinca 2010. (Wayback Machine)
- Povijest zabrane filma u Britaniji
- Recenzija Dereka Smitha  Arhivirana inačica izvorne stranice od 3. veljače 2007. (Wayback Machine)
- Odluka udruge cenzure da odbije prikazati film u Australiji
- Analiza filma